# Arhansus
Arhansus település Franciaországban, Pyrénées-Atlantiques megyében. Lakosainak száma 67 fő (2022. január 1.). Arhansus Ostabat-Asme, Juxue, Pagolle és Uhart-Mixe községekkel határos.

## Népesség
A település népességének változása:
| Lakosok száma | 69   | 72   | 74   | 74   | 74   | 77   | 74   | 70   | 67   |
|               | 2013 | 2015 | 2016 | 2017 | 2018 | 2019 | 2020 | 2021 | 2022 |